# Trichotheliaceae
Trichotheliaceae è una famiglia di funghi lichenizzati nell'ordine Gyalectales. La famiglia fu circoscritta da Friedrich von Schilling e Friedrich August Georg Bitter nel 1927.
In una recente analisi filogenetica molecolare (2018), è stato dimostrato che le Trichotheliaceae fanno parte di un clade monofiletico contenente le famiglie Coenogoniaceae, Gyalectaceae, Phlyctidaceae e Sagiolechiaceae.

## Generi
Secondo una recente indagine (2020) sulla classificazione dei funghi, le Trichotheliaceae contengono sette generi e circa 365 specie. L'elenco seguente indica il nome del genere e il numero di specie
- Clathroporina  – ca. 25
- Flabelloporina  – 1 sp.[4]
- Myeloconis  – 4 spp.
- Porina  – ca. 145 spp.
- Pseudosagedia  – 80 spp.
- Segestria  – 70 spp.
- Trichothelium  – 40 spp.